# Фёдоров, Юрий Викторович
Юрий Викторович Фёдоров (род. 1 января 1972) — российский инженер, предприниматель и политик, член Совета Федерации (с 2017).
Из-за поддержки нарушения территориальной целостности Украины во время российско-украинской войны находится под персональными международными санкциями Евросоюза, США, Великобритании и ряда других стран.

## Биография
Окончил Уфимский государственный нефтяной технический университет по специальности «горный инженер» и Удмуртский государственный университет по специальности «экономист-менеджер». Кандидат технических наук.
С 1995 по 2000 год работал оператором по добыче нефти и газа, занимал должности технолога 2-й категории, ведущего технолога, ведущего инженера нефтепромысла в АООТ «Мегионнефтегаз», город Мегион.

В 2000—2004 годах являлся начальником нефтепромысла, затем начальником производственно-технического отдела в ОАО «Славнефть-Мегионнефтегаз». 

С 2004 по 2008 год — начальник нефтегазодобывающего управления № 2, ОАО «Белкамнефть», Ижевск. 

С 2008 года — генеральный директор ОАО «Белкамнефть».
Депутат Государственного совета Удмуртии четвёртого и пятого созывов (2007—2017). В 2017 году избран по одномандатному округу от партии «Единая Россия».
26 сентября 2017 года Госсовет Удмуртии наделил Фёдорова полномочиями члена Совета Федерации — представителя органа законодательной власти республики. Заместитель председателя Комитета СФ по экономической политике.